# De Witte Pauwen
Het chalet De Witte Pauwen is gelegen aan de Allee nabij het kasteel Staverden in de Gelderse plaats Staverden. 

## Geschiedenis
Het chalet De Witte Pauwen werd in 1915 gebouwd in opdracht van Frederik Bernard s'Jacob, oud-burgemeester van Rotterdam en toenmalige eigenaar van het kasteel Staverden en het bijbehorende landgoed. Hij liet het landhuis bouwen voor zijn zoon Herman Theodoor s'Jacob, die ruim vijftig jaar het landgoed zou beheren. De architecten Van der Goot en Kruisweg ontwierpen het houten chalet in een Noorse stijl. 
De westelijke zijgevel is naar de Allee gericht. Aan de rechterzijde bevindt zich een zevenzijdige serre met grote meerruitsramen. Links van de serre bevindt zich een groot driedelig raam met achtruitsvensters. Boven de serre bevindt zich op de verdieping een balkon met een dubbele deur. Aan de linkerzijde van het balkon is een tweedelig raam met achtruitsvensters. Op de zolderverdieping is in dit geveldeel een tweede balkon gemaakt. De ramen op de begane grond en op de verdieping en de balkondeuren op de eerste verdieping zijn voorzien van blauwe luiken. Dit type luiken wordt ook aan de nadere zijden van het pand gebruikt. Het chalet heeft aan de noordzijde nog een derde balkon met vier deuren. De hoofdentree bevindt zich in een portiek aan de oostzijde onder een schilddak dat rust op twee schuin geplaatste houten kolommen. Aan de zuidzijde van het pand is een aanbouw aangebracht onder een overstekend zadeldak. Op diverse punten overkraagt de verdieping de begane grond en wordt ondersteund door houten consoles. Het zadeldak van het pand bevat aan de noordzijde een tweetal dakkapellen. De nokkam van het dak heeft de vorm van pauwen. Deze pauwen komen ook terug in de glas in loodramen in het interieur en verwijzen naar de op het landgoed gehouden witte pauwen.

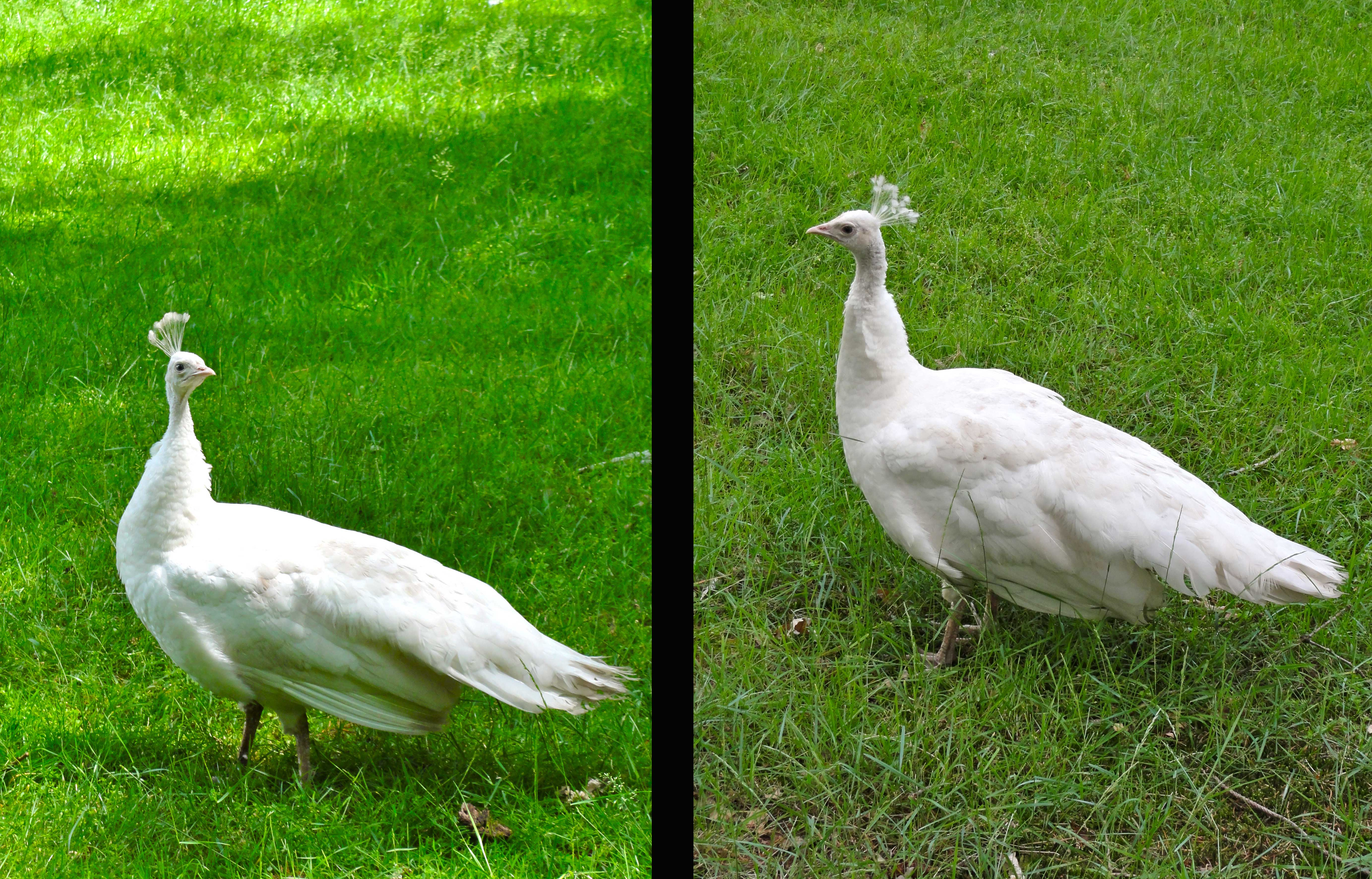
Witte pauwen op het landgoed Staverden, waar het chalet zijn naam aan te danken heeft

Het landhuis is erkend als rijksmonument vanwege de architectuurhistorische, de cultuurhistorische en de stedenbouwkundige waarde. De zeldzame gaafheid, de bijzonder rijke vormgeving en de relatie met het landgoed Staverden speelden een rol bij deze erkenning. Het landhuis ligt aan de Allee die de verbinding vormt tussen enerzijds het kasteel Staverden aan de zuidzijde en de door Herman Theodoor s'Jacob geëxploiteerde  ontginningsboerderijen, de Frederik Bernard Hoeve en de Stavohoeve aan de noordzijde. Aan de overzijde van de Alle liet hij in 1921 een Ontspanningszaal bouwen.